# Terrel Harris

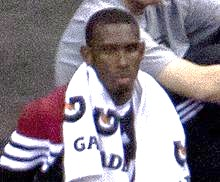
Terrel Harris, 2011.

Terrel Andre Harris, född 10 augusti 1987 i Dallas i Texas, är en amerikansk före detta professionell basketspelare (SG) som tillbringade två säsonger (2011–2013) i den nordamerikanska basketligan National Basketball Association (NBA), där han spelade för Miami Heat och New Orleans Hornets.
Under sin NBA-karriär gjorde Harris 95 poäng (2,3 poäng per match), 35 assists samt 77 rebounds, räddningar från att bollen ska hamna i nätkorgen, på 42 grundspelsmatcher.
Han var med och vinna NBA-mästerskapet, tillsammans med Miami Heat, för säsongen 2011–2012.
Harris spelade också som proffs i Frankrike, Israel och Tyskland.
Han blev aldrig NBA-draftad.
Innan Harris blev proffs studerade han vid Oklahoma State University och spelade för deras idrottsförening Oklahoma State Cowboys.
Han är kusin till Cason Wallace och Keaton Wallace.